# Woodson (Texas)
Woodson is een plaats (town) in de Amerikaanse staat Texas, en valt bestuurlijk gezien onder Throckmorton County.

## Demografie
Bij de volkstelling in 2000 werd het aantal inwoners vastgesteld op 296.
In 2006 is het aantal inwoners door het United States Census Bureau geschat op 269, een daling van 27 (-9,1%).

## Geografie
Volgens het United States Census Bureau beslaat de plaats een oppervlakte van
1,7 km², geheel bestaande uit land. Woodson ligt op ongeveer 374 m boven zeeniveau.

## Plaatsen in de nabije omgeving
De onderstaande figuur toont nabijgelegen plaatsen in een straal van 36 km rond Woodson.